# Distretto di Jung (Daejeon)
Jung (Hangŭl: 중구; Hanja: 中區) è un distretto di Daejeon. Ha una superficie di 61,98 km² e una popolazione di 264.792 abitanti al 2006.